# L'intent
L'intent es el tercer álbum de estudio del grupo tapatío de world music Radaid. Fue presentado por primera vez en el Teatro Diana de la ciudad de Guadalajara el 28 de febrero de 2009. L'intent significa "la intención" en catalán.
En palabras de la propia banda, el estilo del álbum se definió después de giras nacionales e internacionales durante 2008, durante la cual, la banda se impregnó de nuevas influencias sonoras plasmadas en esta producción. En este álbum, Radaid experimenta con nuevos estilos y se envuelve en un género más alternativo sin dejar de lado la fusión de culturas que caracteriza a la banda.
El álbum está dedicado a la memoria de Jorge Reyes.

## Lista de canciones
| #   | Título                             | Duración |
| --- | ---------------------------------- | -------- |
| 1.  | "Shine"                            | 4:43     |
| 2.  | "Nada que sea real"                | 5:29     |
| 3.  | "Chez-Nous"                        | 4:15     |
| 4.  | "La Gran Victoria Sobre La Muerte" | 5:38     |
| 5.  | "Mireya (Re-Edited)"               | 6:35     |
| 6.  | "China Warrior D"                  | 5:48     |
| 7.  | "These times, these days..."       | 4:55     |
| 8.  | "Una Entrada Confusa"              | 3:55     |
| 9.  | "Amála, Kamála..."                 | 3:32     |
| 10. | "The Cravings of the Dead"         | 10:48    |
| 11. | "Butterfly"                        | 4:17     |

## Tour de presentación del álbum
Fue presentado por primera vez en el Teatro Diana de la ciudad de Guadalajara el 28 de febrero de 2009 y en el Lunario del Auditorio Nacional el 19 de febrero de 2010.Radaid tuvo la oportunidad de presentar y promocionar L'intent en España, Francia y Estados Unidos de América.

## Calificación de Rolling Stone
La revista Rolling Stone asignó a L'intent 5 estrellas, la calificación más alta y que sólo ameritan los álbumes clásicos. Al respecto, Rolling Stone escribió:

Excelente capítulo en la mezcla de ritmos internacionales que hacen mirar fijamente a un grupo mexicano. Las raíces orientales se topan con las occidentales en varios de los cortes para que las partituras nos tomen de la mano en una expedición fantástica. Nuevamente atrapan al world music con un experimento satisfactorio al escuchar cítaras, tablas, flautas y violines con una base musical que alcanza, en algunos cortes, pop, rock y hasta lo electro. Temas en Inglés, Francés y Español en una muy buena producción donde los arreglos son bien dirigidos.

## Créditos
- Mary Carmen Camarena - Voz, flauta, cymbalos.
- Sofía Orozco - Voz, darbuka, rik, panderos, clave.
- Victor Aguilar - Bajo, saz, groove box.
- Emmanuel Macías - Violín, teclados, rhodes.
- Yolihuani Curiel - Guitarra, sitar, kaen, úd.
- Fernando Arias - Tablas, darbuka, yembe, timbales, batería.
- Darko Palacios - Batería.
- Saúl Ledesma - Guitarra, guzheng, sitar, rik, darbuka, tar, teclados, progamación, coros.
- Miguel Ruiz - Xilófono en tracks 2,6 y 11.
- Maximiliano Abendgott - Voz en track 4.
- Paco Aguayo (The Seamus) - Voz en track 7.
- Lorena Criollo - Voz en off en track 11.